# Peucedanum glaucifolium
Peucedanum glaucifolium är en flockblommig växtart som beskrevs av St.-lag. Peucedanum glaucifolium ingår i släktet siljor, och familjen flockblommiga växter. Inga underarter finns listade i Catalogue of Life.